# Stadtbefestigung Bruck an der Mur

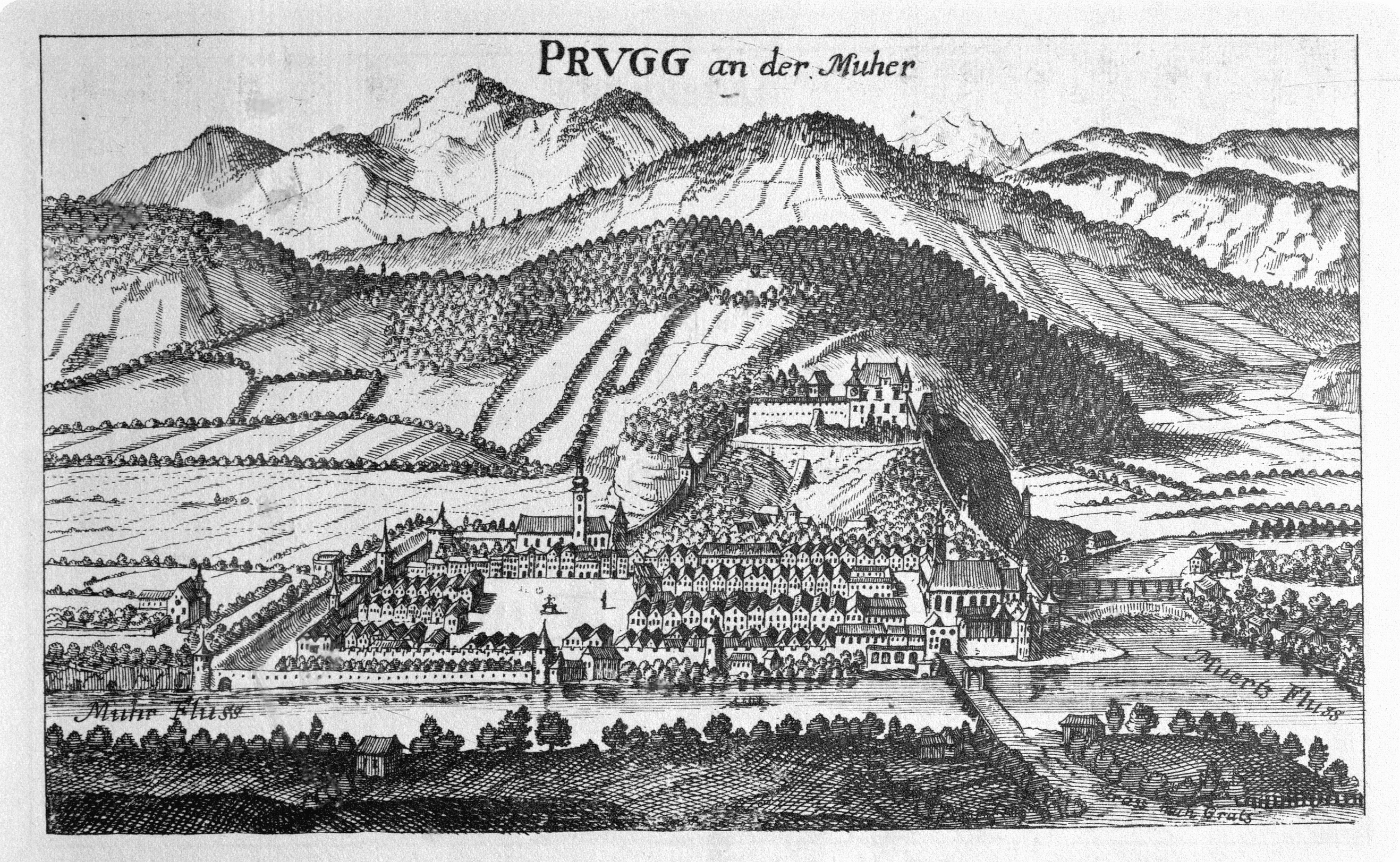
Bruck um 1684; aus Vischer: Topographia Ducatus Stiriae
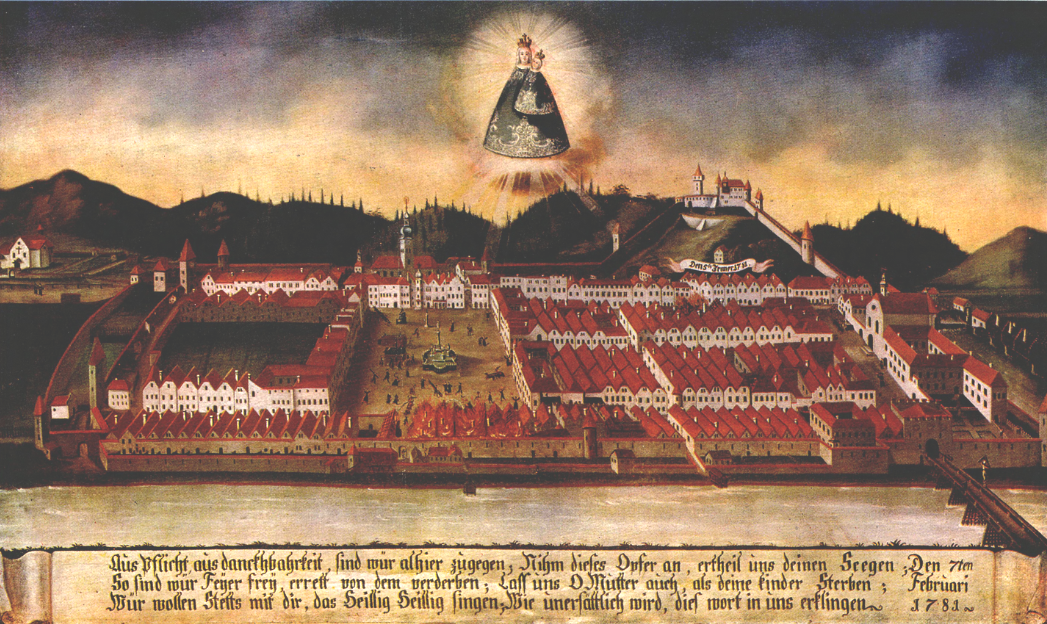
Die Stadtmauern um 1781
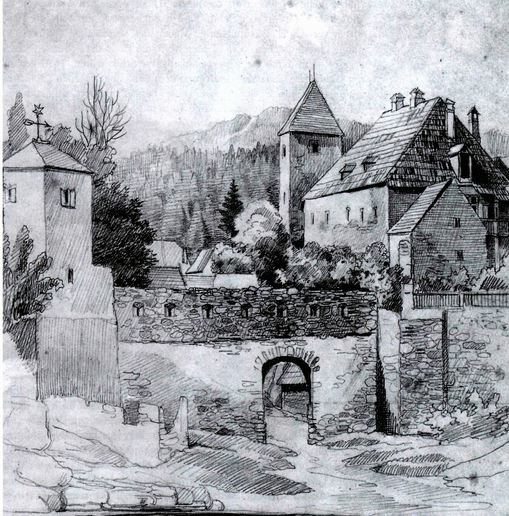
Lend- oder Wassertor um 1858, im Hintergrund rechts der Torturm des Schiffertores
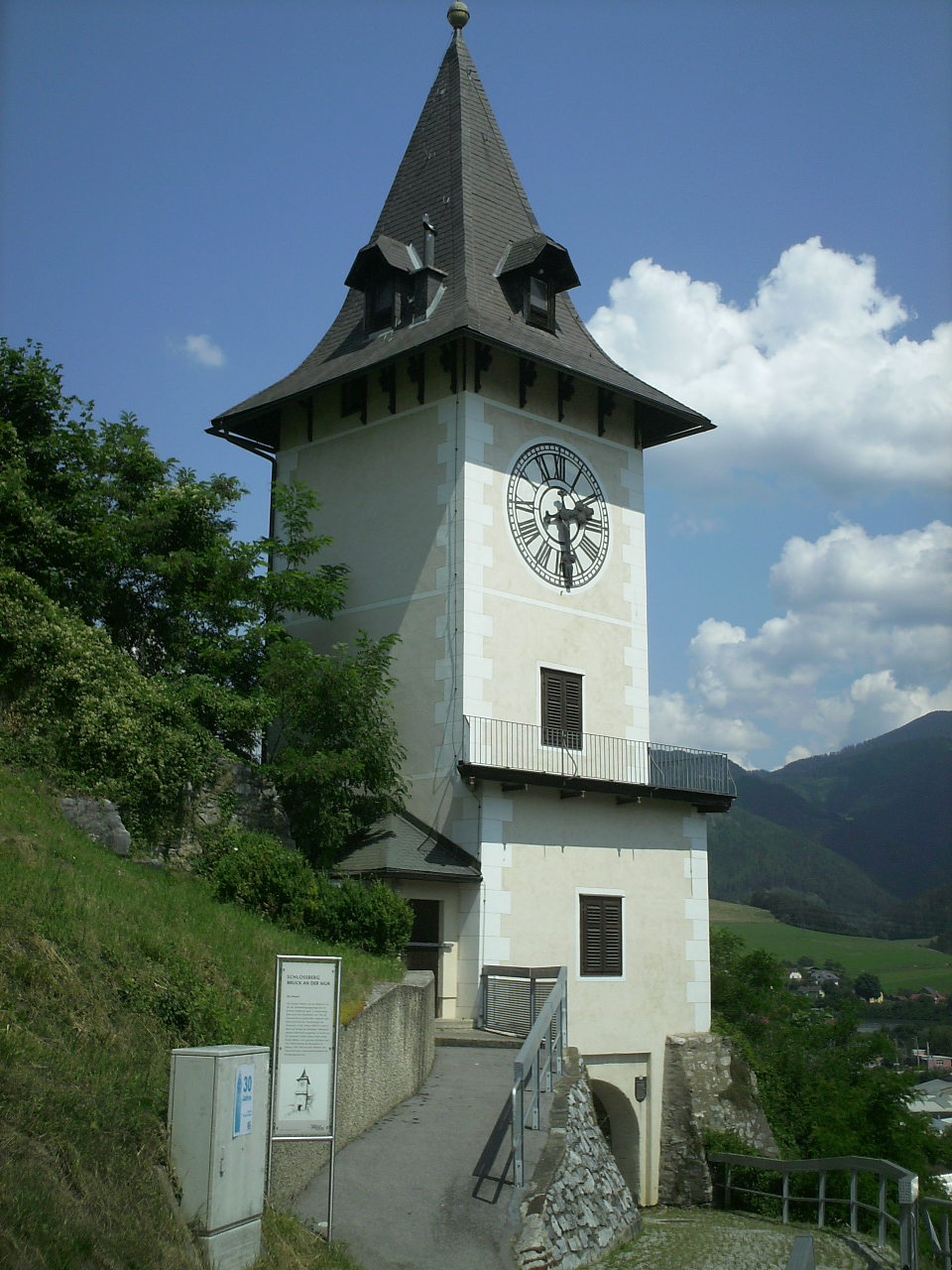
Uhrturm, (ehemaliger Torturm) unter der Burg Landskron (Etzersteig)
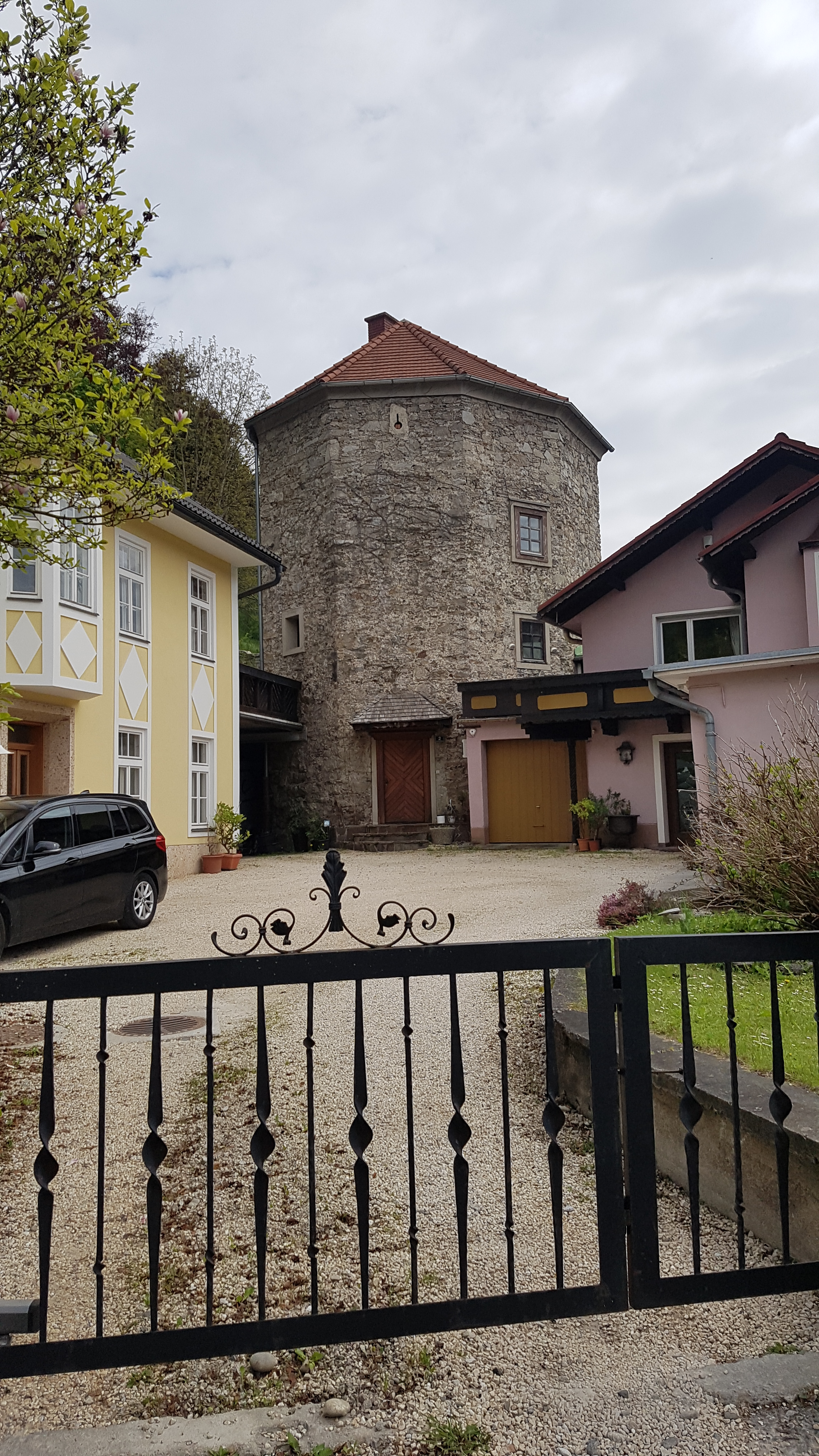
Sanierter Hexagonturm, sog. Merlturm, am südlichen Ende der westlichen Flügelmauer der Burg Landskron (Schillerstraße)
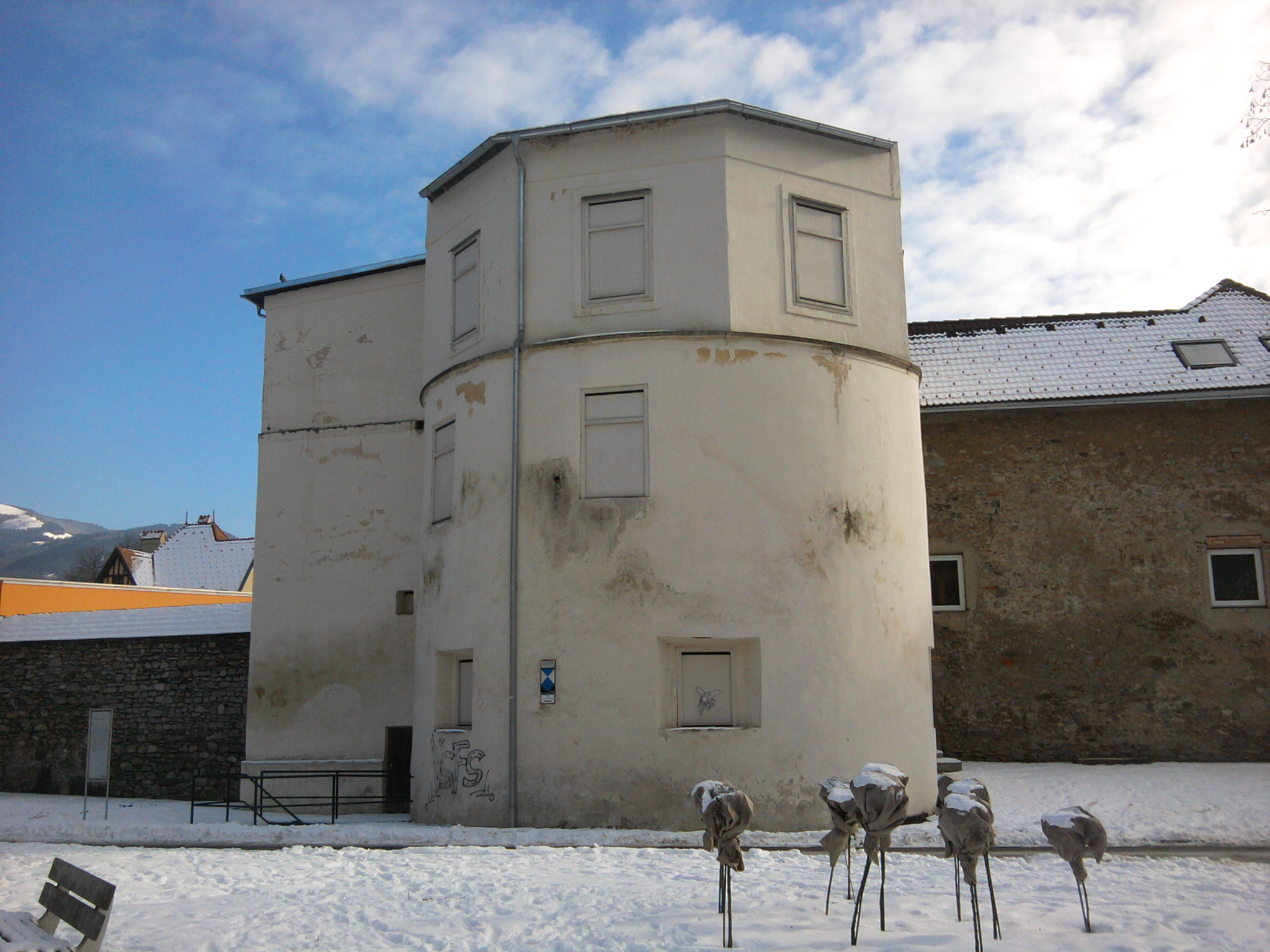
Nördlicher Rundturm im Stephanienpark/Stadtpark
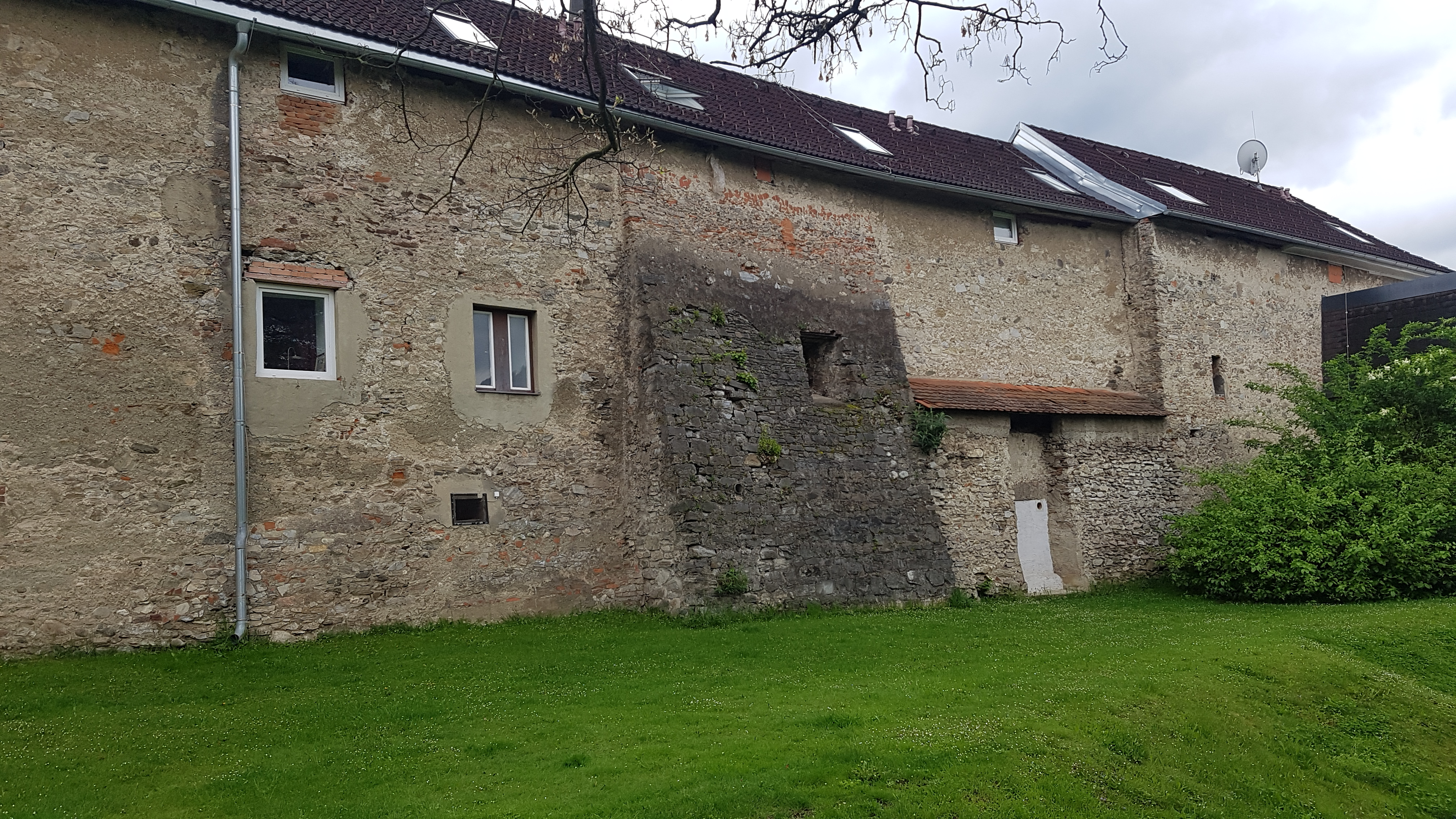
Mauersektion hinter der Probstei im Stephanienpark/Stadtpark
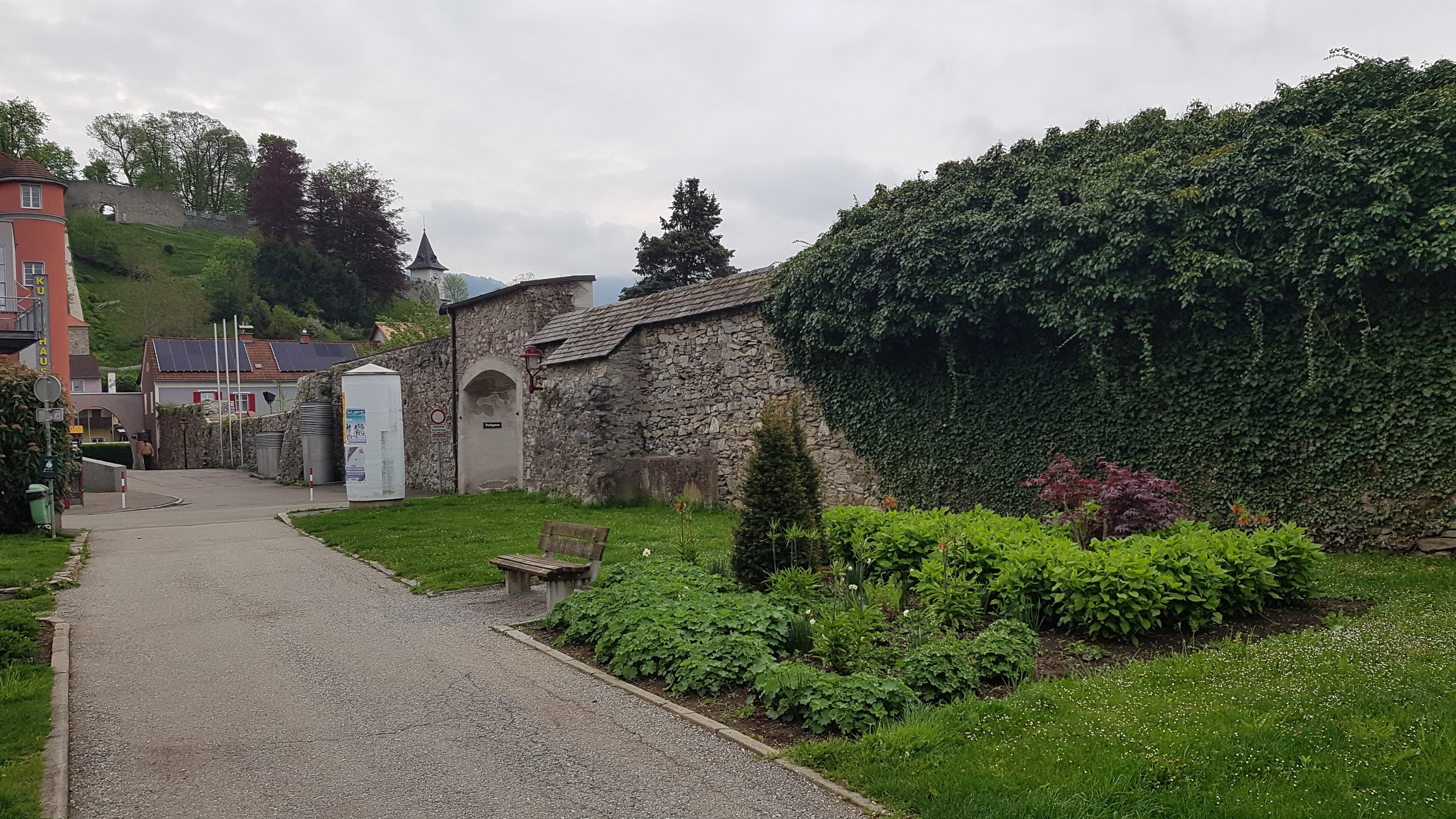
Reste der Nordmauer im Stephanienpark (Josef-Graf-Gasse)
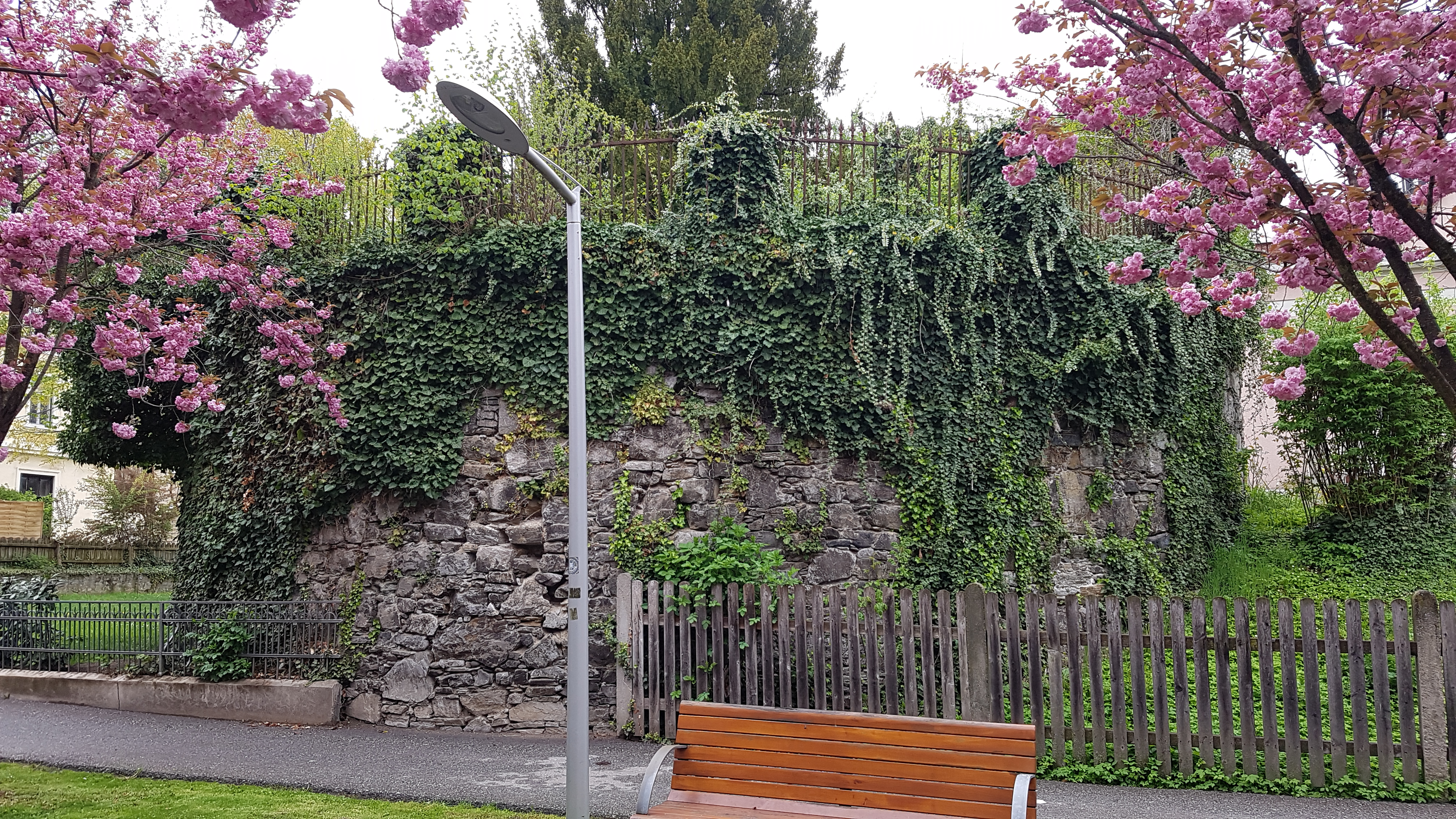
Ruine des Rundturms an der Westmauer (Fridrichallee)
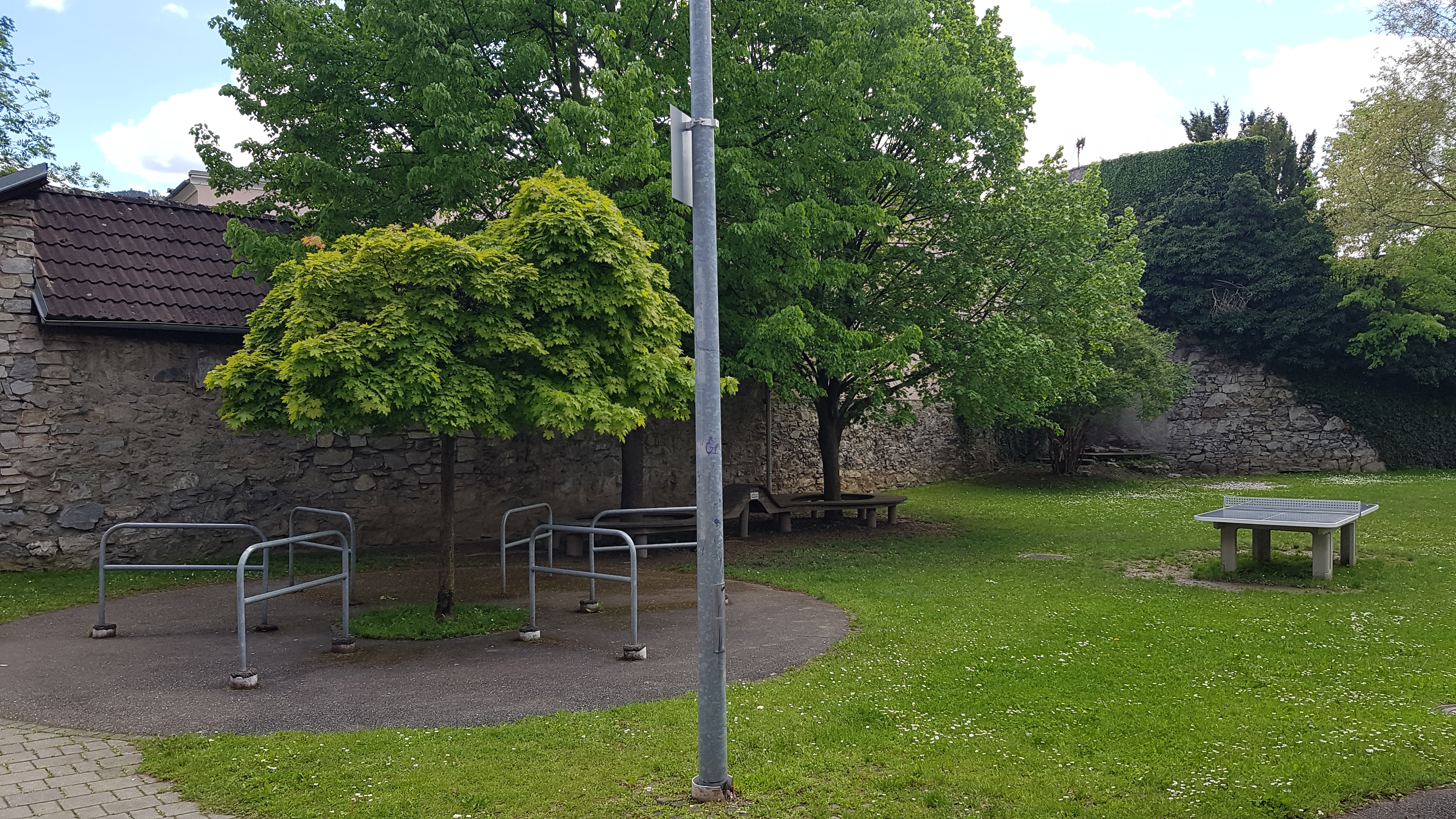
Reste des Rundturms und der Mauer an der NW-Ecke (Park der Mittelschule)
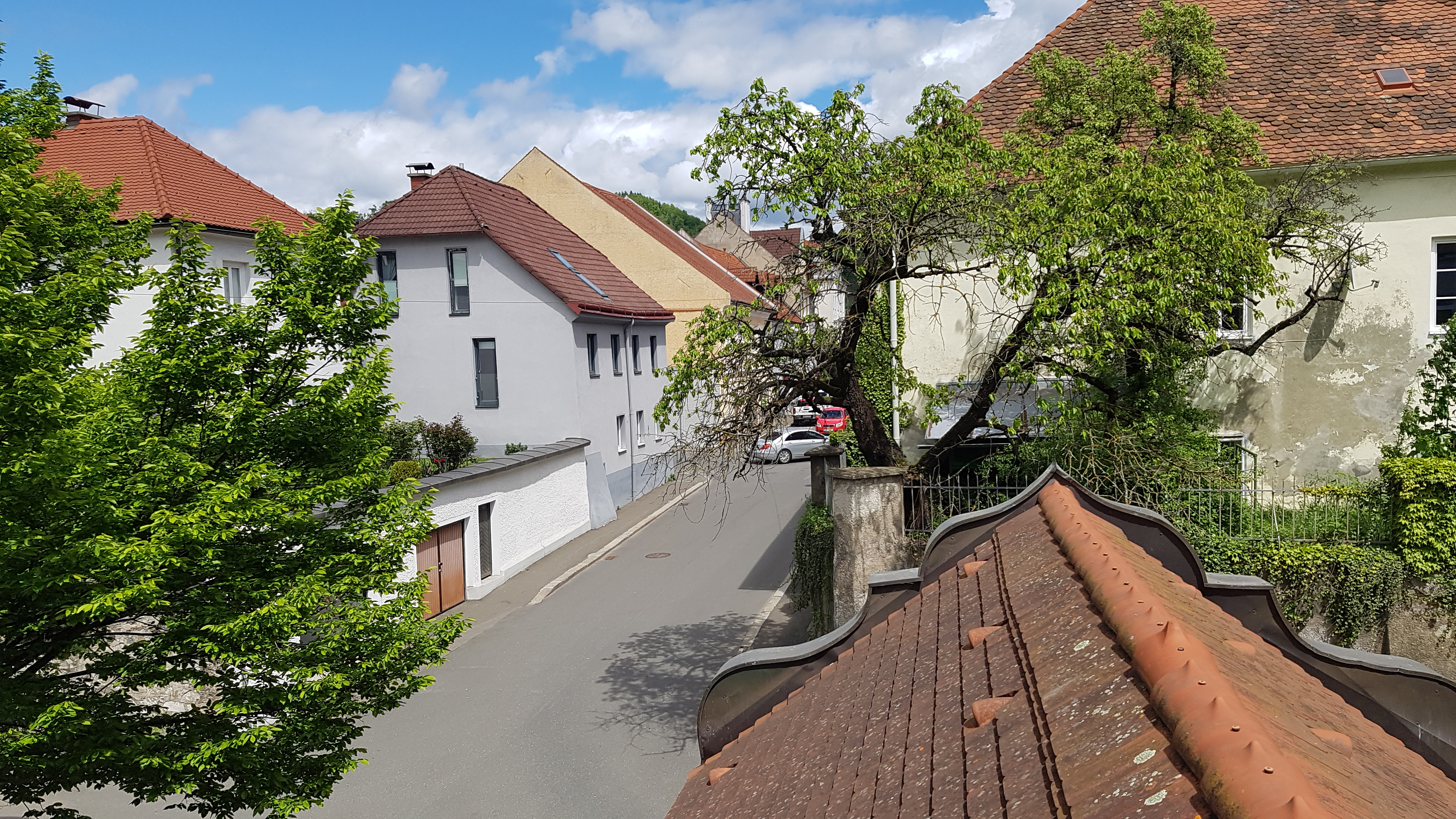
Blick auf das westliche Ende der Schiffgasse, Standort des ehemaligen Schifftores
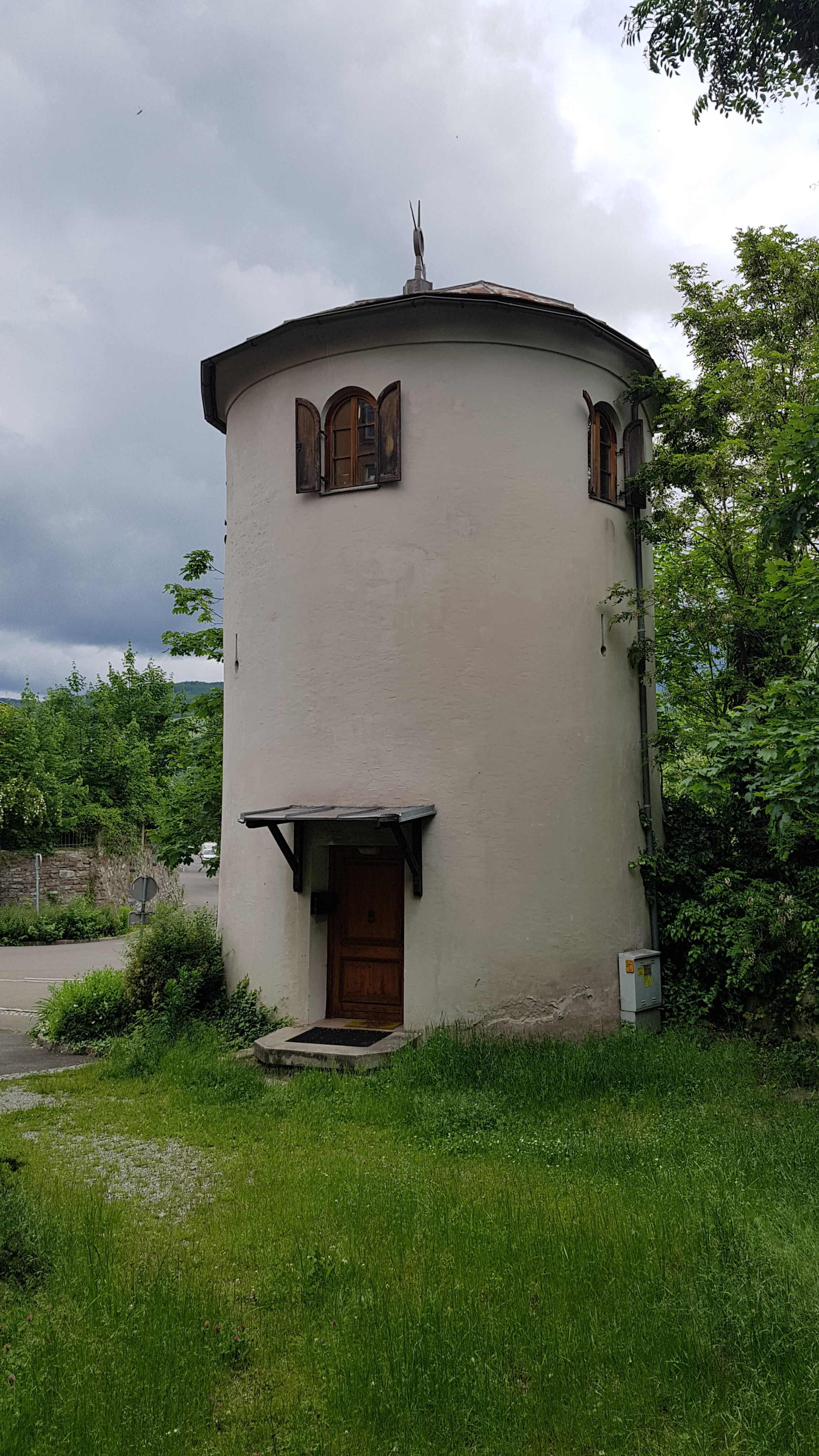
Schifferturm am Murufer (Am Schiffertor/Hotel Landskron)
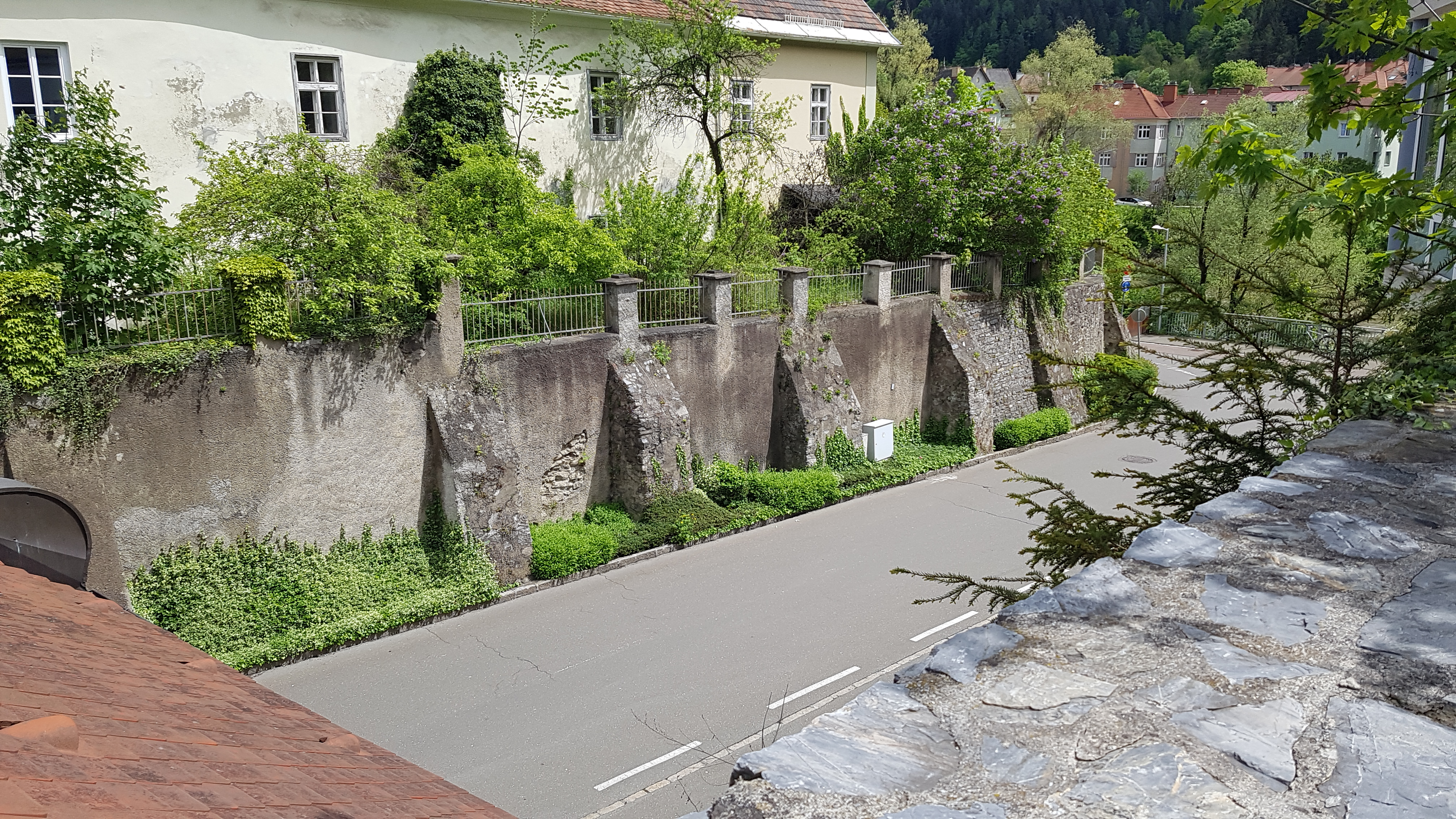
Ehemaliger Stadtgraben am Ende der Schiffgasse (Hotel Landskron)
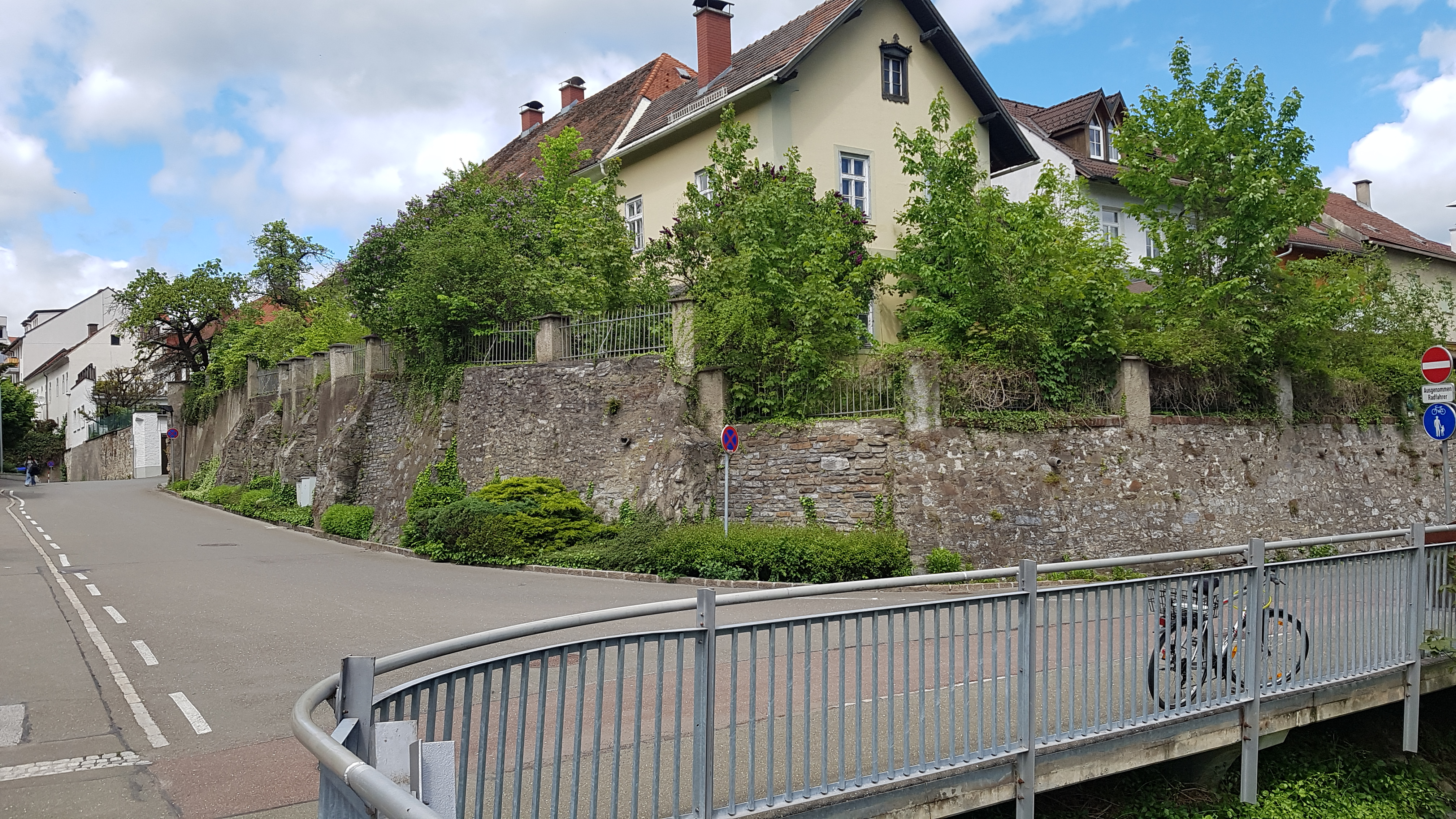
Rest der südlichen Ufermauer an der Schiffländ
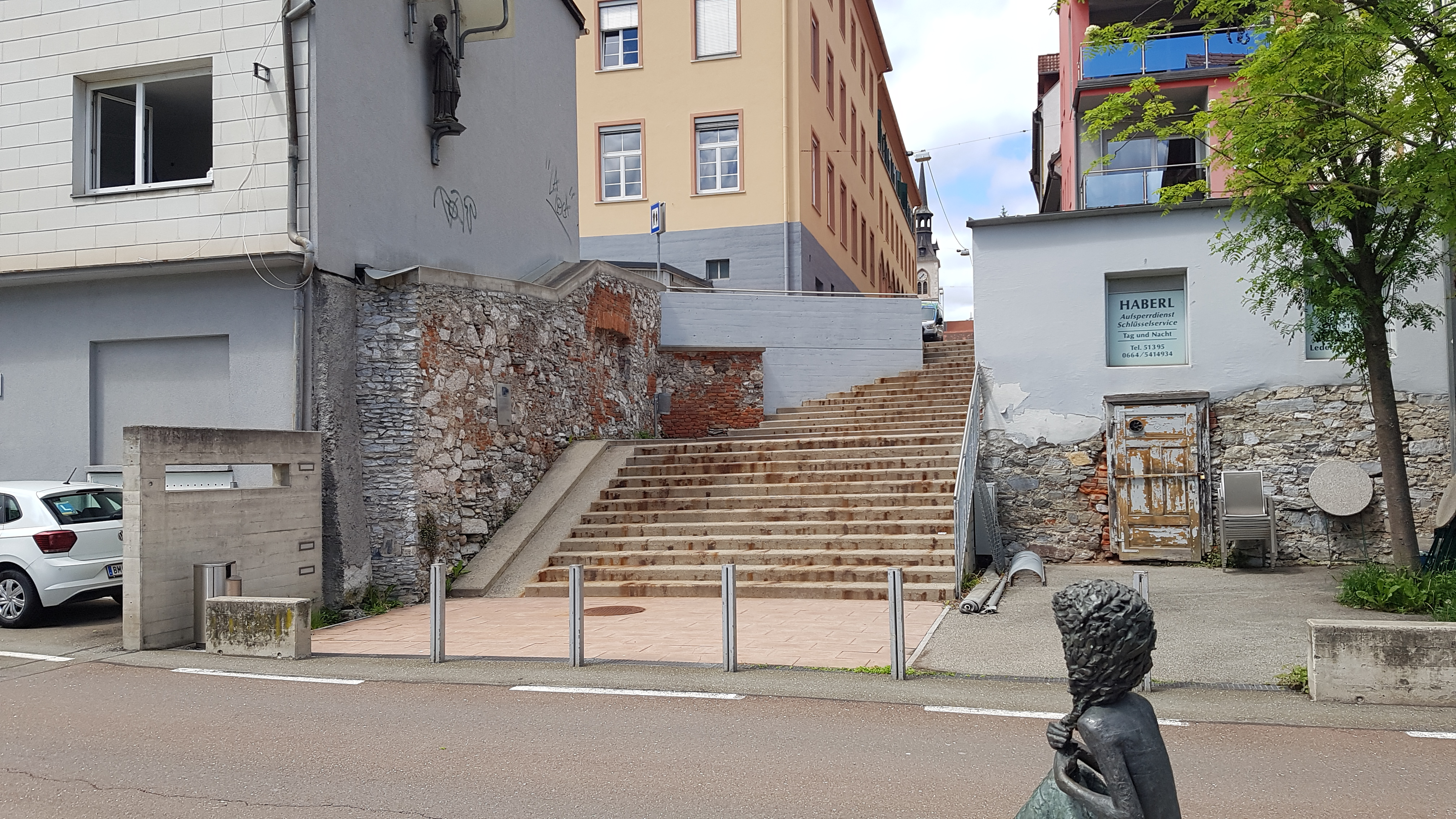
Reste des Badertors an der Murstiege
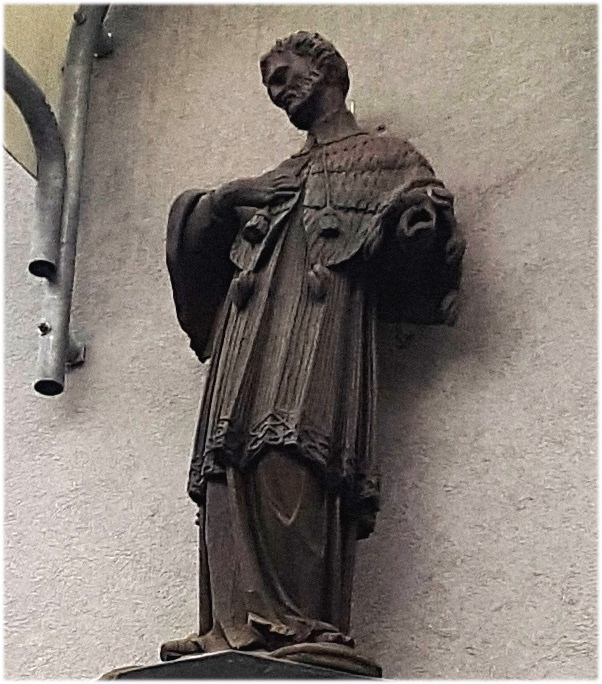
Holzstatue des Hl. Nepomuk vom Anfang des 18. Jahrhunderts, sie stand einst auf der Grazer Brücke, später auf der Leobner Brücke, seit 2001 ist sie an der Murstiege aufgestellt
Brucker Stadtwappen

Die Stadtbefestigung Bruck an der Mur umfasst die Altstadt der Stadtgemeinde Bruck an der Mur im Bezirk Bruck-Mürzzuschlag in der Steiermark. Die abschnittsweise noch gut erhaltenen Reste der Befestigungsanlagen stehen unter Denkmalschutz (Listeneintrag).

## Entwicklung
Im Frühmittelalter existierte auf dem heutigen Stadtgebiet nur ein Weiler, er stand bis 927 im Besitz Salzburgs, um 1074 wurde er an das Stift Admont übertragen. Danach erfolgte die rasche Entwicklung des Ortes zu einem regional bedeutenden Handelsplatz. Ab 1211 wurde er als Dorf bezeichnet. 1260, in der Zeit des Interregnums, gelangte König Ottokar II. Přemysl durch seinen Sieg gegen die Ungarn in der Schlacht bei Kressenbrunn in den Besitz der Steiermark. Anlässlich einer Inspektionsreise durch seine neu erworbenen Ländereien erkannte man die günstige Lage des bereits unter landesfürstlicher Hoheit stehenden Dorfes „Muoriza kimundi“ zwischen den Flüssen Mur und Mürz. 1263 tauschte der König mit dem Admonter Abt Gründe und Einkünfte, legte den heutigen Stadtkern an und ließ ihn mit einer Steinmauer umgeben. Der Statthalter Ottokars, der Bischof von Olmütz, Bruno von Schauenburg, organisierte die Gründung der neuen Pflanzstadt. Vor Ort wurden die Baumaßnahmen vermutlich vom Landrichter der Steiermark, Herbrod von Füllstein, dem Truchsess des Bischofs, beaufsichtigt. Gemeinsam mit dem benachbarten Leoben diente Bruck nun als „Trutzstadt“ des Königs – vor allem gegen den „inneren Feind“, die steirischen Adelsfamilien. Sie wurde zusätzlich vom vermutlich bereits seit 1264 existierenden „castrum Brukke“, einer Festungsanlage auf dem Schlossberg geschützt (im 14. Jahrhundert „Vest ze Bruk pey der Muer“). Die anfangs noch recht kleine Siedlung lag nicht nur am Zusammenlauf von zwei großen Flusstälern, sondern auch am Kreuzungspunkt zweier stark frequentierter Haupthandelsrouten, die in alle Himmelsrichtungen führten, und hatte somit die besten Chancen für eine rasche Expansion. Die Straßenverbindung über Bruck und den Schoberpass ins Ennstal war ein wichtiger Zugang zu diesem Handelsmarkt. Die Stadt war zudem das Tor zum Mürztal, denn in „Pruck an der Muher“ überquerte die Fernstraße von Graz nach Wien die Mur und wenig später auch die Verbindung zum wichtigen Adriahafen Triest. In einer Urkunde aus dem Jahre 1263 wird Bruck als „oppidum de Brucke“, als „Stadt“ bezeichnet, 1277 wird das Stadtrecht durch König Rudolf I. bestätigt. Zur Verstärkung der Stadtmauer wurde 1301 das Minoritenkloster gegründet. Wiederholt war Bruck auch von verheerenden Großbränden betroffen, so geschehen in den Jahren 1461, 1510, 1683 und 1792, letzterer verwüstete beinahe das gesamte damals bebaute Stadtgebiet, einschließlich der Befestigungsanlagen; von 166 Häusern wurden 164 ganz oder teilweise zerstört, das Schloss Landskron ging dabei ebenfalls in Flammen auf. Im Zuge der wirtschaftlichen und verkehrstechnischen Expansion der Stadt verschwand bis zum Ende des 19. Jahrhunderts auch ein Großteil der mittelalterlichen Fortifikationen.

## Befestigungsanlagen
Der Platz für die neue Stadt war mit Bedacht gewählt worden, da man ihn gut verteidigen und von dort aus die Handelswege kontrollieren bzw. blockieren konnte. Außerdem war eine lückenlose Überwachung der einzigen Brücke, des Nadelöhrs am Zusammenfluss von Mur und Mürz, möglich. Die Anlage der Stadt im 13. Jahrhundert erfolgte auf Basis eines rasterförmigen geradlinigen Straßensystems, das sich weitgehend bis heute erhalten hat. Die Gassen der Altstadt sind alle auf den weiträumigen rechteckigen Hauptplatz (heute Kolloman-Wallisch-Platz) ausgerichtet. Die Stadtpfarrkirche Bruck an der Mur steht durch eine Häuserzeile abgesetzt, etwas erhöht, nördlich des Hauptplatzes. Da sie anfänglich noch von einem Friedhof umgeben war, steht sie heute frei auf dem Kirchplatz.

### Mauer und Stadtgraben
Die aus dem 13. Jahrhundert stammenden Stadtmauern standen südseitig zur Mur und ostseitig zur Mürz mit dem Minoritenkloster, dem ehemaligen Wiener und Grazer Tor und integrierten auch den Mauerring der Burg Landskron. Ausgangspunkt der Stadtbefestigung war der Schlossberg bzw. die landesfürstliche Burg mit ihren beiden von Nord nach Süd hangabwärts verlaufenden Flügelmauern, die südliche schloss sich beim Wienertor direkt an die Stadtmauer an und schützte so die Nordostecke des mittelalterlichen Stadtareals. Die Mauer führte anschließend weiter zum Mürzufer, am Minoritenkloster vorbei bis zum Grazer Tor und dann entlang des Nordufers der Mur (Schiffländ) zur Westecke am Schiffertor (Hotel Landskron, Ende Schiffgasse). Entlang der Schiffländ verlief die – ab dem Grazer Tor entlang der Mur doppelt geführte – Ufermauer am Bad- und Lederertor vorbei. In diesem Zwinger wurden u. a. Seilerwerkstätten betrieben, zudem waren dort kleine Hausgärten angelegt worden. Südlich des Schifftores war die Mauer durch heute noch vorhandene Pfeiler gegen den Stadtgraben hin abgestützt. Im Zuge des weiteren Ausbaus der Stadt, war vor dem Lend- oder Wassertor eine Hafenanlage errichtet worden. Sie befand sich an der Südwestecke der Mauer und war der Anlegeplatz für Lastenflöße, Plätten und bis zum 17. Jahrhundert auch für Flussschiffe. Dort bog die Mauer im rechten Winkel wieder nach Norden ab, zog sich bis zum Leobner Tor und knickte am Rundturm in der heutigen Friedrichsallee wieder in einer – leicht gebogenen – Linie scharf nach Osten ab und lief an der Probstei vorbei, wieder zurück zum Schlossberg bzw. zum Anschluss an die nördliche Flügelmauer der Stadtburg beim Hexagonturm in der Schillerstraße.
Beim Lend- oder Wassertor endete auch der Stadtgraben, der an der Außenseite der Westmauer verlief und besonders breit und tief ausgehoben worden war. Bis auf einen kleinen verbliebenen Rest – den „Kreuzgarten“ – wurde er dort nach 1876 mit dem Schutt des Leobnertores und einiger anderer für den Volksschulbau abgerissener Gebäude aufgefüllt. An seiner Stelle wurde später die Friedrichsallee angelegt.

### Türme
Die mittelalterliche Mauer wurde im Endausbau zusätzlich durch 12 Türme gesichert. Einige sind bis heute erhalten geblieben:
- der untere Torturm der Festung Landskron (Uhrturm),
- die Grundmauern eines Wehrturms im Haus Wienertor Nr. 4,
- ein sechseckiger (hexagonale) Wehrturm (Merlturm) am Abschluss der nördlichen Flügelmauer der Burg Landskron (Schillerstraße),
- der Schifferturm am Murufer (Hotel Landskron),
- der nördliche Rundturm (sog. Reckturm) im Stephanienpark und
- die Ruine des westlichen Rundturms in der Fridrichsallee.[11][12]

Der nördliche Rundturm (1665 als Röckhthurn erwähnt) dürfte um die Mitte des 13. Jahrhunderts erbaut worden sein. Im Laufe der Jahrhunderte mehrmals umgebaut, durchlief er mehrere Funktionphasen. Im 16. und 17. Jahrhundert wurden ihn ihm angeblich die sog. „peinlichen Befragungen“ (= Folter) abgehalten. Von Anfang des 19. Jahrhunderts bis in die 1990er Jahre diente er als Wohngebäude. Hierfür wurde der Oberstock in sechseckiger Form neu aufgebaut und mit größeren Fenstern versehen. Der Stiegenaufgang an seiner Ostwand wurde am Ende des 19. Jahrhunderts abgerissen. Nicht ganz geklärt ist, wo sich der „Bürgerturm“ (in dem sich die Arrestzellen für die Stadtbürger befanden) sowie ein im 15. Jahrhundert erwähnter Turm gegenüber dem Sondersiechenhaus, d. h. der Heiligengeistkapelle in der Grazer Straße, befand.

### Toranlagen
Von den stark befestigten Toranlagen, erbaut in der zweiten Hälfte des 13. Jahrhunderts, ist heute nichts mehr zu sehen. Sie wurden im 19. Jahrhundert abgetragen, da sie Neubauten und den stetig zunehmenden Durchzugsverkehr behinderten. Die Stadt konnte durch drei Haupttore betreten werden:
- das Wienertor (Osten, Wiener Straße/Am Wiener Tor),
- das Grazertor (Süden, Am Grazer Tor, 1329, 1352, 1442 und 1541 als „Greczer strazz“ erwähnt) und
- das Leobnertor (Westen, Dr. Theodor Körner Straße),

Die Lage des Wienertores ist durch einen vorgeschobenen Sporn des Schlossberges bestimmt. Von dort ausgehend verlief eine der drei Hauptstraßen bis zum Leobenertor. Es fiel dem Großfeuer von 1792 zum Opfer, wurde dann noch einmal renoviert, jedoch 1846 endgültig beseitigt. Im Wienertor, das ebenso wie das Grazertor ein größerer Gebäudekomplex war, befanden sich neben den Amtsräumen für die Mauteintreiber auch Werkstätte und Wohnung eines Schmiedes.
Das kastenförmige Grazer- oder Mürztor (1544) wurde auf den bekannten historischen Abbildungen oft übermäßig groß dargestellt. Es brannte 1792 ebenfalls bis auf die Grundmauern ab, zwei Jahre später wurde es zwar wieder aufgebaut, 1839 aber endgültig abgetragen. An seiner Ostseite stand ein sechseckiger Wehrturm, der die SO-Ecke der Stadtmauer schützte.
Das Leobnertor brannte 1792 nieder, danach wurde sein Turm nur mehr bis zur Höhe des Torbogens wieder aufgebaut. Es bestand ursprünglich aus einem Torturm und einer ihm vorgelagerten Bastei, die beide durch eine Brücke über den Stadtgraben miteinander verbunden waren. 1876 musste es dem Neubau der Volksschule weichen und wurde restlos abgetragen.
Kleinere Nebentore bzw. Schlupfpforten (alle an der Süd- bzw. Ufermauer, errichtet im 13. Jahrhundert) waren:
- Schiffertor, von diesem – seit 1888 abgetragenen – Tor sind noch Reste beim sog. Freihaus in der Schiffgasse 21, Torkegel und ein Bogenansatz (Gartenecke), zu erkennen,[20]
- Lend- oder Wassertor am Murhafen/Schiffländ, hier endete der westliche Stadtgraben, am unteren Ende der Schiffgasse steht heute noch ein Wehrturm, der als zusätzlicher Schutz für den Hafen diente.
- Badtor (südlicher Abschluss Hauptplatz, Ringelschmiedgasse, Schiffländ), es war vom Hauptplatz aus durch die Ringelschmiedgasse zugänglich. Eine Stiege, deren Ausgang heute durch das Haus Schiffländ Nr. 16 abgemauert ist, führte durch das Tor hinunter zum Murufer. Heute führt auf der Außenseite eine breite Betonstiege zur Schiffländ, schließlich das
- Lederertörl am unteren Ende der sehr schmalen Lederergasse, heute die Verbindung Roseggerstraße-Schiffländ.[21]

### Brücken
Die Straße vom unteren Mur- ins Mürztal führte über die hölzerne Brücke vor dem Grazer Tor. Während mehrerer hundert Jahre hindurch nahm sie den gesamten Nah- und Fernverkehr zwischen Wien und den Adriahäfen auf. Sie war deshalb ebenfalls in die Stadtbefestigungen integriert und am Nordufer der Mur durch das stark befestigte Grazer Tor gesichert. Sie wurde mehrmals durch Hochwasser beschädigt (1316) und zwischen den Jahren 1928 und 1929 neu errichtet. Ihrer großen Bedeutung entsprechend findet sie sich deshalb auch im 1503 von Maximilian I. verliehenen Stadtwappen, wo sie symbolhaft als steinerne Bogenbrücke mit zwei hexagonalen Türmen an den Enden abgebildet ist.
Über die hölzerne Mürzbrücke vor dem Wienertor gelangte man in die heutige Wiener Vorstadt, auf den Pischkberg und ins Mürztal. Sie wurde im Laufe der Zeit mehrmals durch Hochwasser beschädigt (1316) und 1925 durch eine Eisenbetonkonstruktion ersetzt.
Über die Leobner-Murbrücke oder „Spitalbrücke“ führte die Straße in die Weststeiermark; die Holzbrücke wurde ebenfalls wiederholt durch Überschwemmungen beschädigt (u. a. 1316). Im Jahr 1827 wurde sie durch ein Hochwasser zur Gänze weggespült und 1830 durch einen Neubau ersetzt.